# Apamea fasciata
Apamea fasciata là một loài bướm đêm trong họ Noctuidae.